# مجموعه و باغ مستوفی‌الممالک
مجموعه و باغ مستوفی الممالک مربوط به دوره قاجار است و در تهران، خیابان سئول، میدان پیروزان، خیابان شهید مسعود صابری واقع شده و این اثر در تاریخ ۲۵ خرداد ۱۳۸۱ با شمارهٔ ثبت ۵۸۰۶ به‌عنوان یکی از آثار ملی ایران به ثبت رسیده است.
این باغ که وسعتی نزدیک به سه هزار هکتار دارد، خانهٔ میرزا حسن‌خان مستوفی‌الممالک، فرزند میرزا یوسف‌خان مستوفی‌الممالک، بوده است و وسعتی نزدیک به سه هکتار دارد. انواع درختان میوه و تزئینی آن عمری ۱۵۰–۲۰۰ ساله دارند.